# Jan Roelfs
Jan Roelfs (* 18. März 1957 in Amsterdam, Niederlande) ist ein niederländischer Szenenbildner.

## Leben
Roelfs studierte Innenarchitektur an der Academie van Bouwkunst Amsterdam und arbeitete anschließend als Innenarchitekt in Amsterdam und Rotterdam. 1983 begann er zusammen mit Ben van Os an ersten Filmen mitzuwirken, zwei Jahre später begann deren enge Zusammenarbeit mit Peter Greenaway. 
1990 erhielten Roelfs und Ben van Os den Europäischen Filmpreis in der Kategorie Bestes Szenenbild für Der Koch, der Dieb, seine Frau und ihr Liebhaber. Im Jahr darauf wurden die beiden mit dem Fachpreis (Vakprijz) des Goldenen Kalbs für die beste Leistung als Art Director ausgezeichnet.
Seit 1993 ist Roelfs überwiegend in den USA tätig. Er wurde 1993 gemeinsam mit Ben van Os für den Oscar (Art Decoration, Set Decoration) für Orlando nominiert, 1997 für Gattaca.

## Filmografie (Auswahl)
- 1989: Der Koch, der Dieb, seine Frau und ihr Liebhaber (The Cook the Thief His Wife & Her Lover)
- 1992: Orlando
- 1993: Das Wunder von Mâcon (The Baby of Mâcon)
- 1997: Gattaca
- 1999: The Astronaut’s Wife – Das Böse hat ein neues Gesicht (The Astronaut’s Wife)
- 2002: Bad Company – Die Welt ist in guten Händen (Bad Company)
- 2004: Alexander
- 2006: World Trade Center
- 2007: Hunting Party – Wenn der Jäger zum Gejagten wird (The Hunting Party)
- 2007: Von Löwen und Lämmern (Lions for Lambs)
- 2008: The Lucky Ones
- 2010: Männertrip (Get Him to the Greek)
- 2013: Fast & Furious 6
- 2013: 47 Ronin
- 2015: Kind 44 (Child 44)